# Określanie zawartości węglanu wapnia w gruntach
Określanie zawartości węglanu wapnia w gruntach
Ilość węglanu wapnia w niektórych gruntach spoistych może dochodzić nawet do 30%. Mogą występować w gruntach w stanie rozproszonym, w skupieniach jako kryształki lub kukiełki. Obecność węglanów w gruntach powoduje ich silną agregację, co w zasadniczy sposób może wpływać na inżyniersko-geologiczne właściwości tych gruntów. Ponadto obecność węglanów komplikuje wykonywanie niektórych oznaczeń gruntów (np. identyfikacje minerałów ilastych) i w takich przypadkach należy je usuwać.   
Makroskopowo zwartość węglanu wapnia określić można na podstawie obserwacji reakcji gruntu po skropleniu go 20% roztworem kwasu solnego:
- jeśli burzy długo to określamy go jako silnie wapnisty
- jeśli burzy intensywnie, ale krótko to grunt jest wapnisty
- jeśli burzy słabo i krótko to jest słabo wapnisty
- jeśli nie ma reakcji to grunt jest bezwapnisty

Gdy wyraźnie widać, że burzą się tylko pojedyncze ziarna gruntu, np. niekiedy w przypadku 
gruntów niespoistych, fakt ten należy odnotować.